# Siuslaw
Siuslaw, pleme Yakonan Indijanaca na i blizu istoimene rijeke u zapadnom Oregonu. Potomaka danas imaju u tzv. plemenu ili konfederaciji The Coos, Lower Umpqua and Siuslaw Indians, a prema popisu iz 1910. bilo ih je tek 7 izjašnjenih. U prošlosti ih je moralo biti znatan broj jer je Dorsey (1884) popisao sela, viz.: Chimuksaich, Hauwiyat, Hilakwitiyus, Khachtais, Khaikuchum, Khaiyumitu, Khakhaich, Khalakw, Kumiyus, Kumkwu, Kupimithlta, Kuskussu,
Kwsichichu (južno od Eugene City), Kwulhauunnich, Kwultsaiya, Kwunnumis, Kwuskwemus, Matsnikth, Mithlausmintthai, Paauwis, Pia, Pilumas, Pithlkwutsiaus, Skhutch. Stthukhwich. Thlachaus, Thlekuaus, Tiekwachi, Tsahais, Tsatauwis, Tsiekhaweyathl, Waitus, Wetsiaus. Yukhwustitu. Značenje imena je nepoznato. Ostala plemena koja su dolazila s njima u kontakt nazivali su ih: K'çu-qwic'tűnne (Naltunnetunne); K'qlo-qwec tűnne (Chasta Costa); Tsaná-uta amím (Luckiamute). Ime plemena očuvalo se u imenu rijeke Siuslaw u okrugu Lane u Oregonu. Kulturno su pripadali plemenima Sjeverozapadne obale. 

## Etnografija
Siuslawi su sjedilačko obalno pleme koje je obitavalo u području pješčanih dina južno od pećina Sea Lion Caves i Heceta Heada. Kuće su im bile ukopane u zemlje, drvene strukture, prekrivene zemljom, i ponekad spojene zajedno dvije ili više. Za ulaz i izlaz služile su drvene ljestve.  Pleme je egzistiralo od sakupljanja po oceanskim žalovima i od lova. 

## Povijest
Siuslawi u kontakt s Europljanima dolaze 1792. kada dolazi američki brod Columbia, i opisuje ih kao brojne i divlje. Ekspedicija Lewisa i Clarka dolazi tek sredinom prvih godina 19. stoljeća, i uskoro će doći do najezde bijelaca i raznih epidemija koje nose sa sobom. Boginje ih pogađaju već 1824. i 1829., a godinu dana kasnije i malarija. Do konflikata s bijelcima doći će 1841. dolaskom naseljenika koji pristižu Oregonskim putom (Oregon Trail) i 1850. najezdom rudara i novih naseljenika. Sve će završiti Rogue River ratovima 1855/1856 godine i odlaskom Indijanaca na agenciju Alsea. Od nekadašnjeg njihovog broja, oko 2,000 (1700.) preostalo ih je 50 (1900), i 7 (1909.). Ipak nisu izumrli jer ih po procjeni 2000. ima oko 50, od kojih dio živi unutar konfederacije Confederated Tribes of Coos, Lower Umpqua, a dio kao  Suislaw Indians, na Coos Bayu u Oregonu.

## Vanjske poveznice
- Siuslaw  Arhivirana inačica izvorne stranice od 29. travnja 2011. (Wayback Machine)